# Reggenza di Alor
La reggenza di Alor (in indonesiano: Kabupaten Alor) è una reggenza dell'Indonesia, situata nella provincia di Nusa Tenggara Orientale.
La reggenza amministra l'arcipelago di Alor ed ha come capoluogo la cittadina di Kalabahi, situata sull'isola Alor.